# Glypta microcera
Glypta microcera là một loài tò vò trong họ Ichneumonidae.